# 諸加
諸加，又稱諸加會議（제가 회의），是朝鮮三國時代高句麗的一種貴族會議制度。其參加人員為四出道的四位貴族，分別為馬加、牛加、猪加和狗加。
諸加會議制度沿襲自扶餘國，諸加的地位僅次於國王。高句麗的諸加權力很大，有權參與案件審判和處理國政。